# Carl Tigerstedt

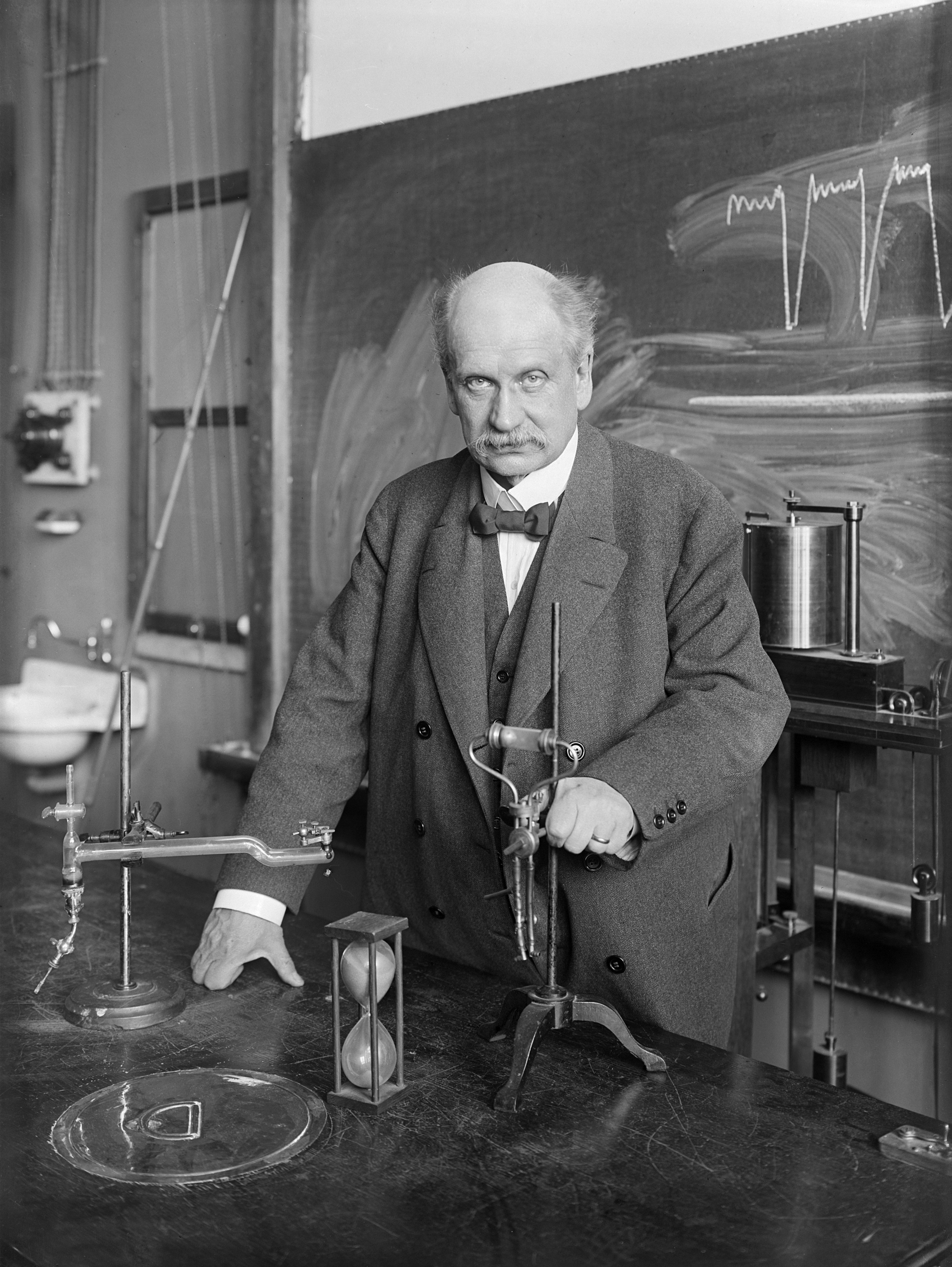
Carl Tigerstedt

Carl Christian Oskar Robert Tigerstedt, född 17 oktober 1882 i Stockholm, död 23 juli 1930, var en finländsk fysiolog. Han var son till Robert Tigerstedt och gift med Helny Tigerstedt.
Tigerstedt blev medicine och kirurgie doktor i Helsingfors 1910, var 1912–20 docent och var från 1920 sin fars efterträdare som professor i fysiologi vid Helsingfors universitet. Tigerstedt, som främst utmärkte sig som näringsfysiolog, försvann under en segelfärd i Borgå skärgård.